# Qaä
Qaä is de laatste bekende Egyptische koning van de 1e dynastie van Egypte.

## Chronologie
Volgens Jürgen von Beckerath regeerde de koning van 2853-2828 v.Chr. Volgens Grimal: 2960-2926 v.Chr., Volgens Malek 2818-2793 v.Chr., en anderen (Hornung, Krauss, Warburton) 2755-2732 v.Chr.
In het werk van Manetho wordt de koning genoemd als Bieneches en hij regeerde 26 jaar.

## Familie
De exacte relatie tussen de koninklijke familie van de 1e dynastie van Egypte en deze koning is onbekend. Het is wel zeker dat hij de opvolger is van Semerchet. De traditie was dat de oudste zoon van de farao de opvolger werd, dus als de suggestie van Manetho correct is, is Semerchet de vader.
Qa'a was een broer van de vorige koning, Semerchet. Qaä zag in hem een riviaal en nam de regering over. Het is bekend dat hij een order gaf om de namen van zijn voorganger te beschadigen.

## Regering
Er is niet veel informatie bekend over de regering van Qaä. Naar het schijnt heeft hij lang geregeerd (circa 33 jaar). Verschillende inscripties op stenen vazen vermelden een tweede Heb-sed-festival, die wijzen op 33 jaar regering. Het eerste festival werd niet eerder gevierd voor 30 jaar regering, elk volgend festival werd herhaald elke drie jaar. Manetho geeft hem een regering van 26 jaren.
De palermosteen vermeldt alleen het jaar van kroning en een aantal standaard gebeurtenissen die werden gevierd onder elke koning. De vele ivoren etiketten daterend tot zijn regeringsperiode vermelden alleen typische overeenkomsten, zoals het afbeelden en tellen van offers voor de doden en persoonlijke bezettingen van de koning. Verschillende tombes van hoge ambtenaren tijdens de regering van Qaä: Merka (S3505), Henoeka (Onbekende plaats), Neferef (Ook onbekend) en Sabef (Begraven in de koninklijke necropolis van Qaä).
Een zegel met de naam van Hotepsechemoei is gevonden bij de ingang van de tombe van Qaä in 1990. Deze vondst geeft een bevestiging dat na de dood van Qaä, Hotepsechemoei de opvolger was.
Ondanks de lange en welvarende periode van Qaä, toont bewijs aan dat na zijn dood een dynastieke oorlog tussen verschillende koninklijke huizen begon. In de tombe van de hoge ambtenaar Merka, werd een stenen vaas met de naam van koning Sneferka gevonden. Het is onduidelijk of “Sneferka” een benaming was voor Qaä of dat hij een kortstondige heerser was. Egyptologen als Wolfgang Helck en Toby Wilkinson wijzen op een volgende mysterieuze heerser genaamd “Horus Vogel”, zijn naam werd gevonden op stenen fragmenten aan het einde van de 1e dynastie van Egypte. Er wordt geopperd dat Sneferka en Horus Vogel elkaar bevochten voor de macht en dat Hotepsechemoei het gevecht beëindigde en de troon besteeg. Sterke aanwijzingen van de theorie zijn sporen van grafschendingen en brandstichtingen in de koninklijke tombes van Abydos. De kleien zegels van Hotepsechemoei gevonden in het graf van Qaä suggereert dat hij het graf herstelde of de tombe afmaakte, wellicht een poging om zijn bewind te legitimeren.

### Bewijzen / documenten
- Graftombe in Abydos (Q);
- Inscripties in graftombes 3120, 3500, 3504 en 3505 in Saqqara;
- Zegelafdrukken in graftombes 3121 en 3505 in Saqqara;
- Inscriptie gevonden in Helwan.

### Naam
De koning is bekend onder meerdere namen: Qa-a, Ka-a of Qaa-Hedjet. Zijn naam betekent zijn arm is geheven. Zijn Nebti-naam is Sen Nebti wat betekent broer van de twee landen.

## Galerij

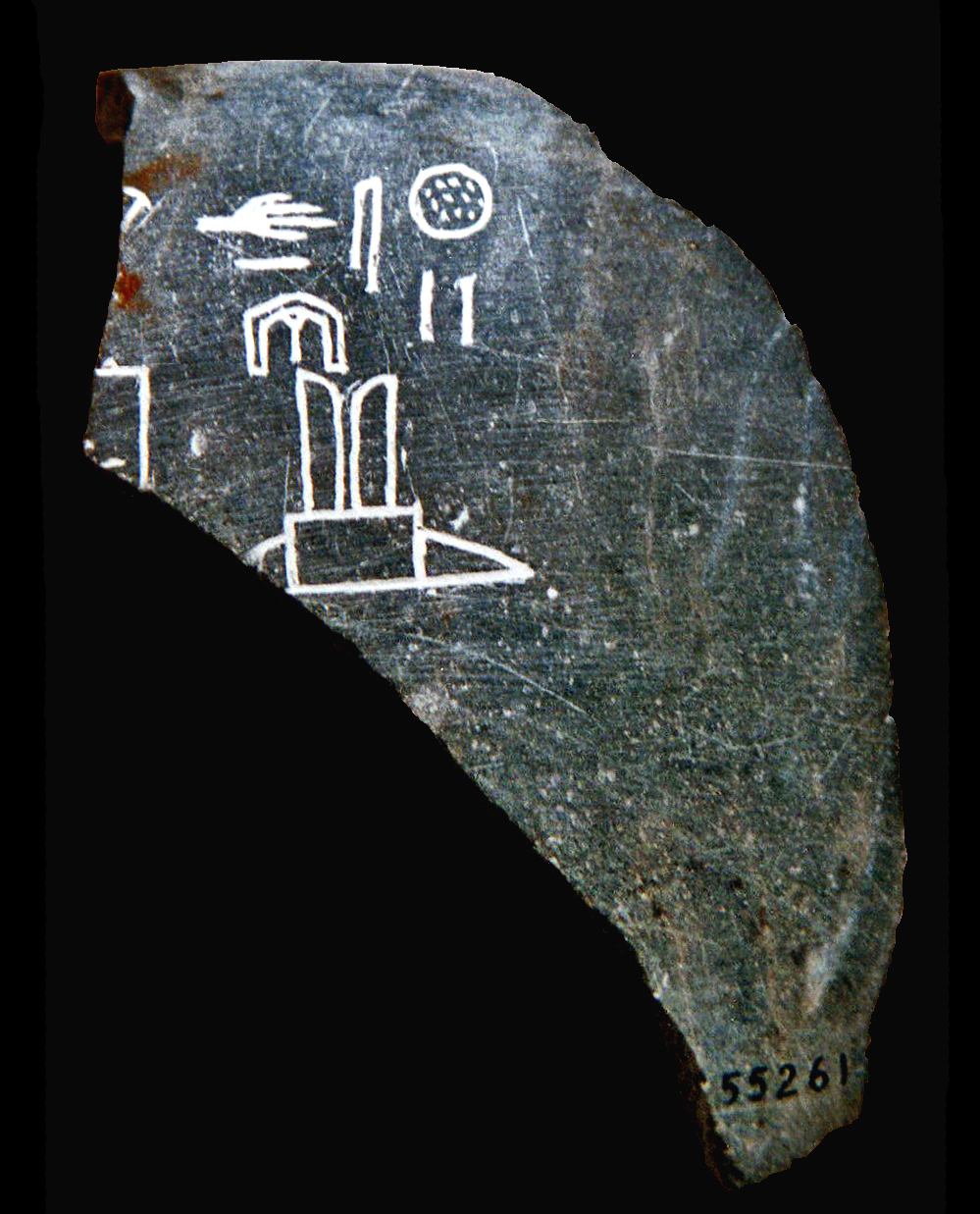
Scherf van beker van dioriet dat de viering van de tweede Hebsed festival van farao Qaä vermeld Egyptisch Museum Vindplaats galerij H en B, piramide van Djoser
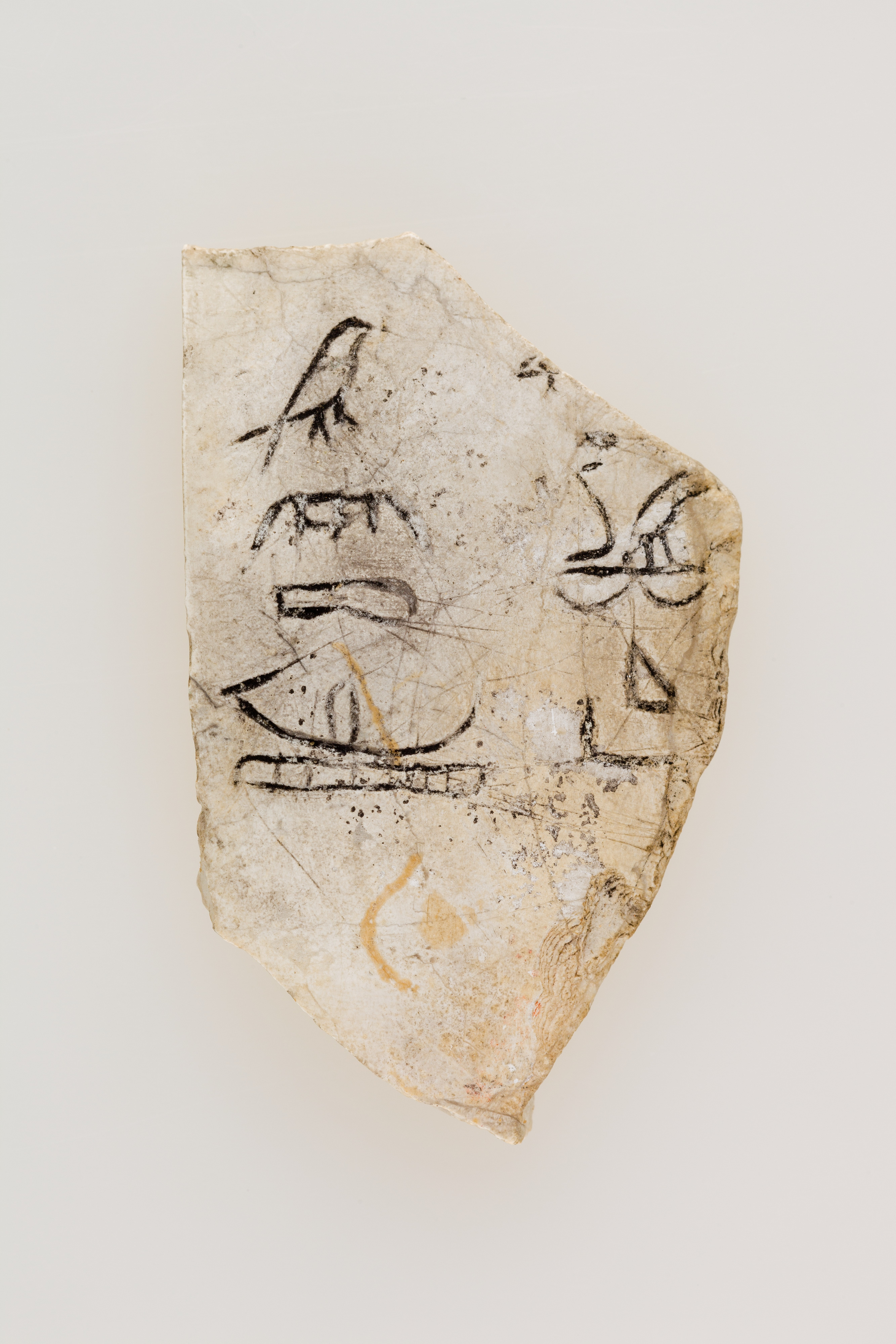
Potscherf met inscriptie voor koning Qaä (ca. 2900 v. Chr.) Metropolitan Museum of Art
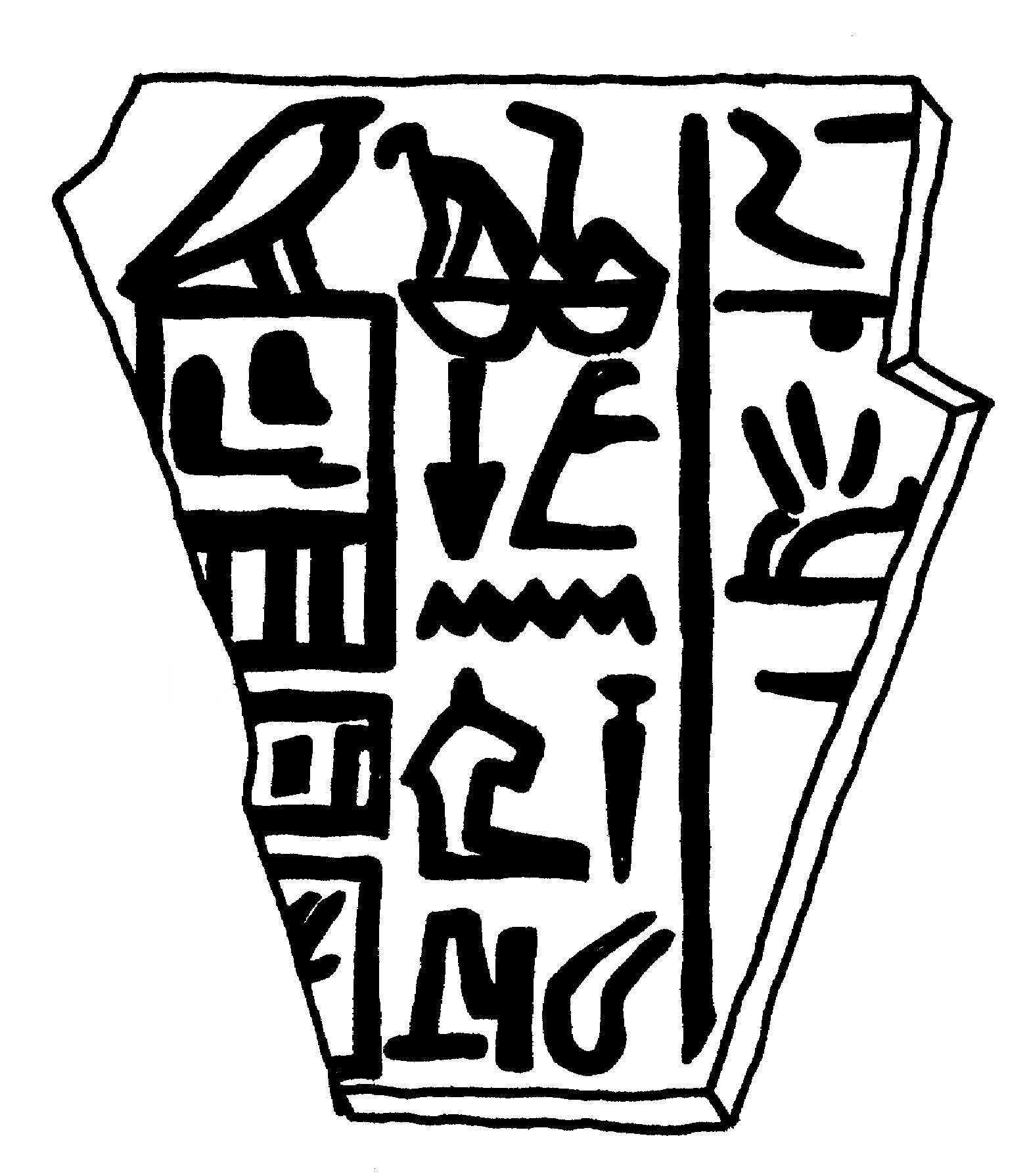
Ivoren label van Qaä
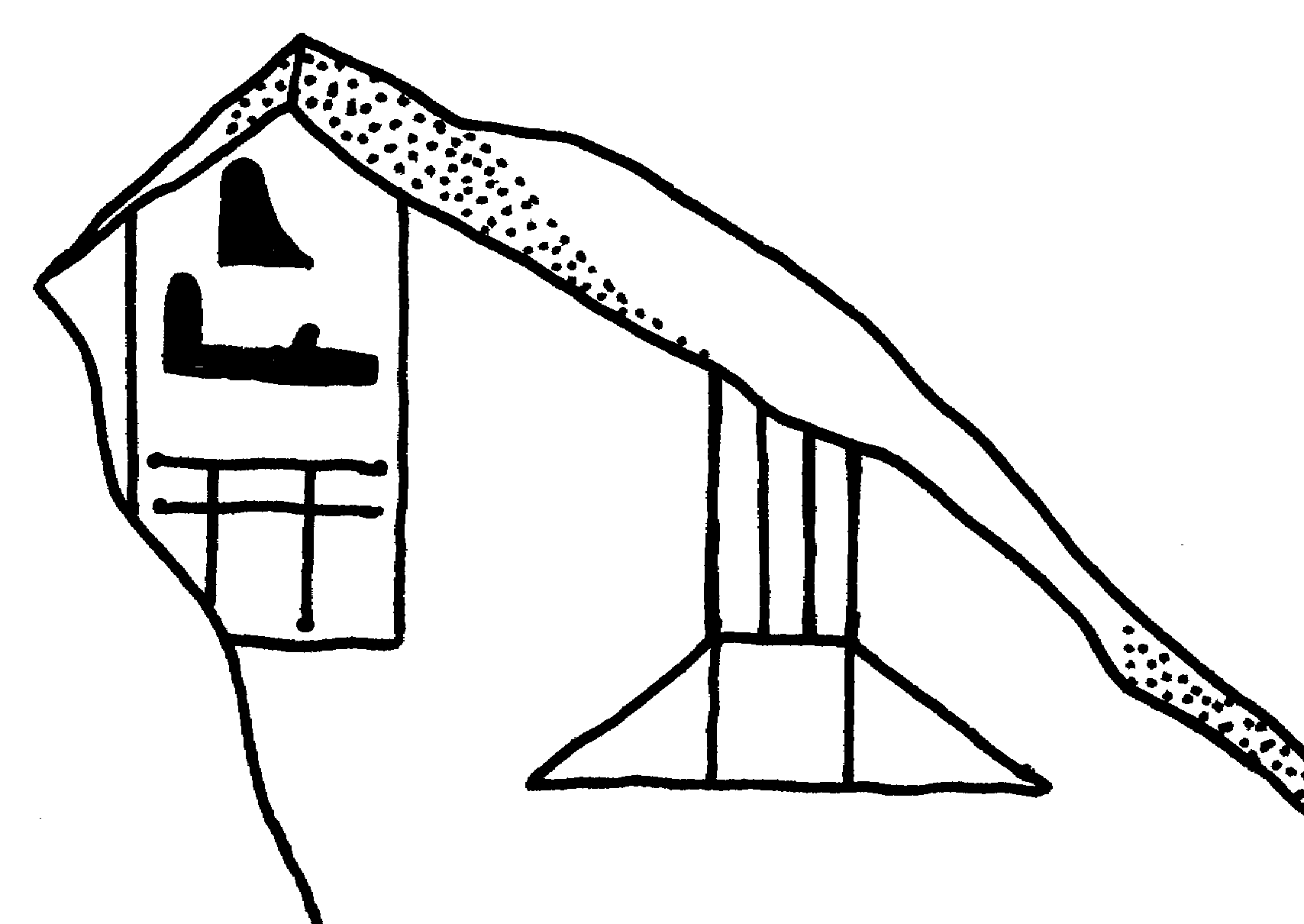
Deel van scherf
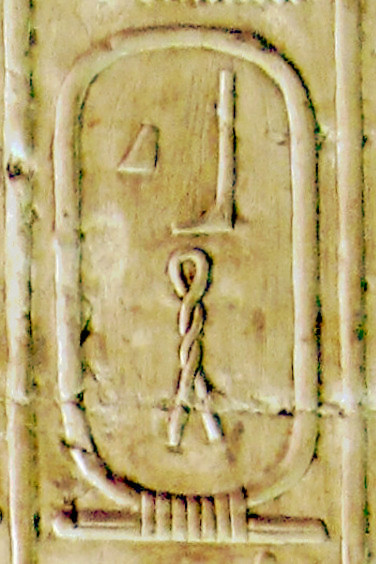
Cartouche van Qaä uit de koningslijst van Abydos Tempel van Seti I